# Rob Vanoudenhoven
Rob Vanoudenhoven, né à Malines en 1968, est un présentateur et comédien belge flamand devenu célèbre en Flandre pour son travail dans la compagnie de production Woestijnvis, notamment dans les programmes Alles Kan Beter et De XII Werken van Vanoudenhoven, et connu également pour sa chanson "J'aime j'aime Durbuy" réalisé en 2006, diffusé la première fois à l'émission De XII Werken van Vanoudenhoven puis reprise et partagée sur internet.
Depuis le 10 septembre 2012, il fait partie du jury de Belgium's Got Talent, émission de télévision belge néerlandophone produite par FremantleMedia et diffusée sur VTM.